# Cerocephala petiolata
Cerocephala petiolata är en stekelart som beskrevs av Karl-Johan Hedqvist 1969. Cerocephala petiolata ingår i släktet Cerocephala och familjen puppglanssteklar. Inga underarter finns listade i Catalogue of Life.